# Tiger Willi

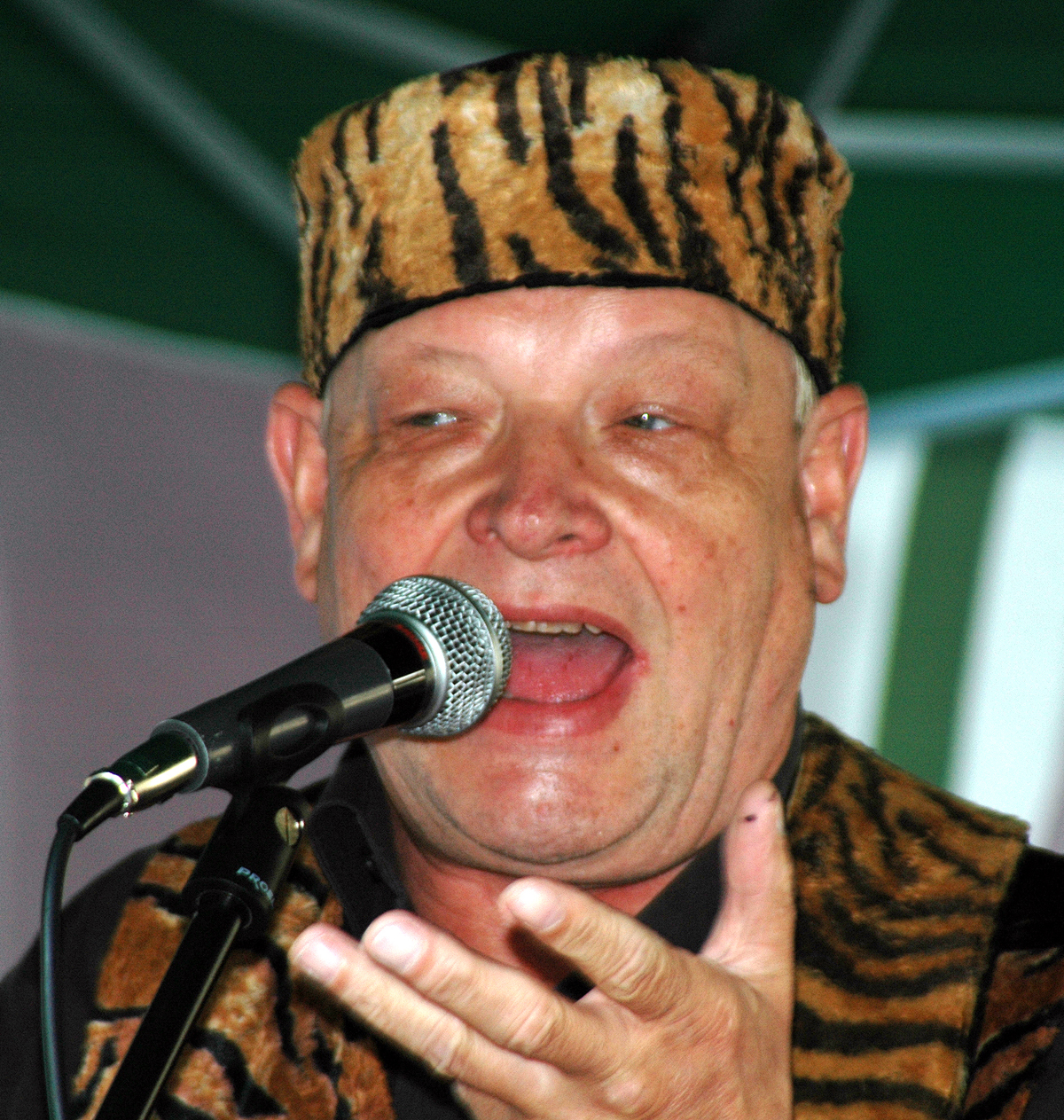
Wilhelm Raabe alias „Tiger Willi“ bei einem Auftritt auf einem Schwabinger Straßenfest 2008

Tiger Willi (* 9. April 1947 in München als Wilhelm Raabe; † 11. März 2018) war ein deutscher Musikpoet, Kabarettist und Maler mit oft schrägen, manchmal derben und auch tiefsinnigen Balladen. Sein Markenzeichen waren eine Mütze und Weste aus Tigerfell-Imitat. Er nannte sich nach dem Schlager „Tiger“ von Peter Kraus, wurde von der Presse als „Gesamtkunstwerk“ gefeiert und hatte eine treue Fangemeinde. Die SZ bezeichnete ihn „mit seinen existentiell verdunkelten Liedern als Nachfolger Franz Schuberts.“
Neben seinen Liedern verfasste Raabe auch Gedichte und elf handgeschriebene Bücher mit Illustrationen im DIN-A4-Format, von denen noch zehn in gebundener Form erhalten sind.

## Leben
Wilhelm Raabe wuchs im Pfarrdorf Steinebach am Wörthsee auf. Der „Kirchenwirt“ direkt im Ortszentrum gehörte seit 1911 seiner Familie, sein Großvater Carl hatte das Lokal erworben. Im Alter von 15 Jahren verlor er den Vater, einen Professor, mit 18 dann die Mutter. Gesetzlicher Vertreter wurde der Metzger Ernst Raabe. Später besuchte er ein katholisches Internat, wo er „großgezüchtigt“ wurde, wie er sich später erinnerte.
Nach einer Metzgerlehre übernahm er mit 23 Jahren die elterliche Metzgerei und wandelte diese bald in seine private Bühne um, deklamierte vor der Kundschaft Gedichte, trug mit dem am Wörthsee wohnenden Schauspieler Christian Quadflieg Szenen aus Dramen vor und wurde der „singende Metzger“ genannt. Nach dem Abitur studierte er erst Geschichte, Kunstgeschichte und Philosophie, dann Sozialwesen. 1989 wurde er Sozialpädagoge im Internat der Bayerischen Bauindustrie in Stockdorf, wo er bis zu seiner Pensionierung blieb. Dort entstanden nebenbei die ersten richtigen Lieder, mit denen er sich bald auch auf kleine Bühnen traute.
In den letzten Lebensjahren erkrankte er an der Alzheimer-Krankheit und wurde am 16. März 2018 in seiner Heimatgemeinde Steinebach am Wörthsee beigesetzt.

## Musikalische Karriere
1968 begann er seine musikalisch-kabarettistische Karriere mit dem „Isele Rock“, benannt nach seinem Lehrherrn, einem Metzger in München-Obermenzing. Sein erstes Konzert als Tiger Willi gab er 1994.
1995 präsentierte er sein Programm ’s Leben is a Schindermatz. Seit 1998 trat er regelmäßig auf Bühnen in ganz Bayern auf, bei Musikfestivals wie 2001 auf dem Rudolstadt-Festival oder 2006 auf dem „Sängerkriegfestival“ auf der Wartburg in Thüringen, bei Stadtteilfesten und vor allem auf Kabarettbühnen, wie dem Theater im Fraunhofer in München und Raabes Wirtshausbrettl in Steinebach. Unter anderem lud ihn der ehemalige Prior des Klosters Andechs, Pater Anselm Bilgri, zu seinem 50. Geburtstag für einen Auftritt ein. Er wurde jahrelang vom Folk- und Bluesgitarristen Günter „Bonzo“ Keil begleitet, der im Jahre 2006 verstarb.

## Diskografie
- 1995 – Live – Zwischen Die Schenkel Steht Da Deifi Drin
- 1997 – Da Mond De Geile Sau
- 2003 – Pfui Deifi Is Des Leben Schee!
- 2006 – Papageil
- 2013 – Großglockner Blues

Sampler
- 2001 – Tanz & Folk Fest Rudolstadt 2001
- 2004 – Ruths And More…
- 2009 – Hart Und Zart III
- 2012 – Alpenpower Blues Aus Bayern

## Auszeichnungen
- 1996 Auszeichnung ‚Rose der Woche‘ durch die tz München.
- 2011 Aufnahme in die Münchner Turmschreiber
- 2012 Tassilo-Preis der Süddeutschen Zeitung.
- 1998 widmete ihm das Bayerische Fernsehen einen Lebenslinien-Film
- 2006 entstand ein weiterer Film über sein künstlerisches Schaffen.